# Cleofé Calderón
Cleofé Elsa Calderón est une botaniste argentine née le 26 octobre 1929 à Buenos Aires et morte le 19 mars 2007 dans la même ville. Agrostologue spécialisée dans l’étude des espèces de la pampa d’Argentine, elle y découvre et décrit de nouvelles Graminées, en collaboration avec Thomas Robert Soderstrom. Elle fait d'importantes contributions à la systématique des bambous et à l'étude de leur évolution.

## Biographie[4]
Cleofé Elsa Calderón est née le 26 octobre 1929 à Buenos Aires, la capitale argentine. Elle y mène des études de doctorat encadrées par le professeur Lorenzo Parodi, agrostologue (spécialiste des Graminées). En 1961 ou 1962, Calderón visite le musée national d'histoire naturelle des États-Unis, et y fait la connaissance de Thomas R. Soderstrom, conservateur des collections de Graminées. Ce dernier l’invite à mener des recherches au musée, et démarre ainsi une collaboration fertile qui durera une vingtaine d’années.
Calderón et Soderstrom concentrent leurs efforts sur les bambous herbacés (membres de la famille des Graminées). Les chercheurs s’intéressent en particulier aux espèces de l’écozone néotropicale, notamment ceux de la tribu des Olyreae. “Cleo” et “Tom”, comme leurs collègues les surnomment, publient leurs résultats durant les années 1970, sans pour autant abandonner le travail sur le terrain, en particulier au Brésil. Trilingue, la botaniste parle le portugais en plus de l’espagnol et de l’anglais.
Après une période creuse, Cleofé Elsa Calderón mène deux symposiums portant sur le bambou en Amérique latine, organisés par l’architecte de renom Oscar Hidalgo Lopez, au début des années 1980. Le succès scientifique de ces symposiums lança la carrière de plusieurs botanistes, toujours sur le sujet du bambou. En 1981, elle se rend en Colombie et en Équateur pour étudier la faune locale.
Vers 1985, Calderón quitte la botanique et travaille en bibliothéconomie, à Washington. En 2005, elle prend sa retraite et retourne en Argentine pour se rapprocher de sa famille. Elle meurt à Buenos Aires le 19 mars 2007.

## Contributions à la botanique[4]

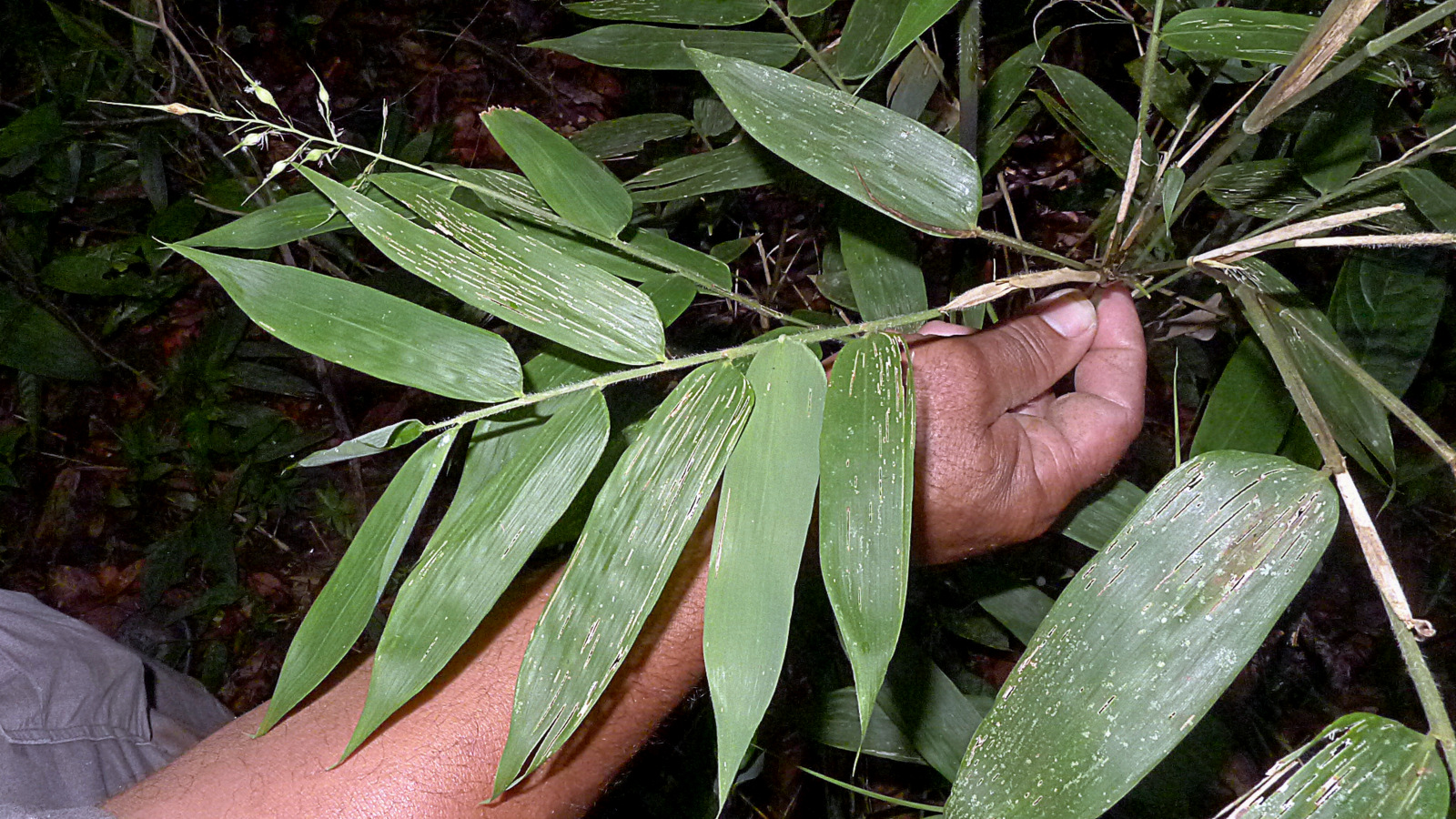
Cleofé Calderón a notamment étudié les bambous herbacés (sans tige ligneuse), comme Olyra latifolia, représentée sur cette photographie prise dans l'État de Bahia, au Brésil.

Au cours de son travail de terrain avec ses collaborateurs, Cleofé Calderón crée plus de 1000 collections de spécimens botaniques, la plupart des bambous. Ces collections de qualité renferment plusieurs découvertes botaniques, par exemple les genres Maclurolyra et Alvimia. En 1976, la botaniste et son assistant Talmon dos Santos redécouvrent la Graminée Anomochloa au Brésil, plus de 100 ans après qu’un spécimen est décrit pour la première et unique fois. Cette redécouverte de la plante et son séquençage génétique subséquent permettront des avancées importantes en systématique des Graminées.
En 1979, Calderón collige plusieurs spécimens d’une plante qui lui semble inusitée le long de la Route transamazonienne. Cette collection, faite avec la minutie et la patience qui caractérisent le travail de Calderón, permettra aux botanistes Gerrit Davidse et Roger Ellis de publier la découverte d’une nouvelle espèce, Arundoclaytonia dissimilis, 6 ans plus tard.
La biologiste s’intéresse également à l’entomophilie des bambous herbacés néotropicaux, typiquement tenus comme pollinisés par le vent. Plus généralement, elle publie avec Thomas Soderstrom sur la systématique et l’écologie des bambous herbacés.
À titre d'hommage, plusieurs taxons (parfois devenus des synonymes) portent le nom de la botaniste, notamment le genre Calderonella et les espèces Merostachys calderoniana et Guadua calderoniana.

### Ouvrages choisis
- Thomas R. Soderstrom et Cleofé E. Calderón, « Insect Pollination in Tropical Rain Forest Grasses », Biotropica, vol. 3, no 1,‎ 1971, p. 1–16 (ISSN 0006-3606, DOI 10.2307/2989701, lire en ligne, consulté le 26 janvier 2021)
- Cleofé E Calderón et Thomas R Soderstrom, « Morphological and anatomical considerations of the grass subfamily Bambusoideae based on the new genus Maclurolyra », Smithsonian Contributions to Botany,‎ 1973
- Thomas R. Soderstrom et Cleofe E. Calderon, « A Commentary on the Bamboos (Poaceae: Bambusoideae) », Biotropica, vol. 11, no 3,‎ 1979, p. 161–172 (ISSN 0006-3606, DOI 10.2307/2388036, lire en ligne, consulté le 26 janvier 2021)
- Thomas R. Soderstrom et Cleofé E. Calderón, « Ecology and phytosociology of bamboo vegetation », Ecology of Grasslands and Bamboo Lands in the World. Gustav Fisher Verlag, Jena,‎ 1979, p. 223–226
- Cleofé E. Calderón et Thomas R. Soderstrom, « The Genera of Bambusoideae (Poaceae) of the American Continent: Keys », Smithsonian Contributions to Botany,‎ 1980